# Carlo Laurenzi
Carlo Laurenzi (Perugia, 12 de janeiro de 1821 - Roma, 2 de novembro de 1893) foi um cardeal italiano da Igreja Católica, que trabalhou na Cúria Romana como Prefeito da Sagrada Congregação dos Ritos.

## Biografia
Estudou no Seminário de Perúgia e na Universidade de Perúgia, onde obteve o doutorado em teologia em 1 de dezembro de 1843. Foi ordenado padre em 23 de setembro de 1843. Fez outro doutorado, in utroque iure, tanto em direito canônico quanto civil, em 17 de janeiro de 1845.
Secretário do vigário capitular de Perugia, em 1845. Cônego do capítulo da Catedral de Perúgia, a partir de junho de 1846 e, a partir de fevereiro de 1847, foi pró-vigário-geral. Foi também arcipreste canônico, a partir de 1857 e vigário-geral, a partir de 1874. Presidente do Colégio Teológico da Universidade de Perugia, desde 1851. Camareiro privado supranumerário de Sua Santidade, nomeado em 1853.
Foi nomeado bispo auxiliar de Perugia pelo Papa Pio IX em 22 de junho de 1877, sendo consagrado dois dias depois como bispo titular de Amato na Palestina, na igreja de San Crisogono, em Roma, por Vincenzo Gioacchino Pecci, arcebispo de Perugia, assistido por Innocenzo Sannibale, bispo de Gubbio, e por Antonio Belli, bispo de Terni.
Em 15 de maio de 1879 foi nomeado como Auditor Sanctissimi e cônego da Basílica de São Pedro. Foi nomeado assessor da Sagrada Congregação da Suprema Inquisição Romana e Universal em 30 de março de 1882.
Foi criado cardeal in pectore pelo Papa Leão XIII, no Consistório de 13 de dezembro de 1880, sendo revelado seu nome no Consistório de 10 de novembro de 1884, recebendo o barrete vermelho e o título de cardeal-presbítero de Santa Anastácia em 13 de novembro do mesmo ano.
Em 25 de abril de 1885, tornou-se secretário de Memoriais de Sua Santidade. Entre 11 de fevereiro a 30 de dezembro de 1889, foi o Camerlengo do Colégio dos Cardeais. Tornou-se prefeito da Sagrada Congregação dos Ritos em 14 de março de 1889, mas renunciou ao cargo por causa de problemas de saúde em 3 de outubro de 1889.
Morreu em 2 de novembro de 1893, depois de uma longa doença, em Roma. Foi velado na igreja de seu título, onde ocorreu o funeral e foi sepultado na capela da Sagrada Congregação da Propagação da Fé, no cemitério Campo di Verano.